# Piazza Libertà (Udine)
Piazza Libertà è la piazza più antica della città di Udine, definita come la più bella piazza in stile veneziano sulla terraferma. Sorge nello spiazzo al di sotto del colle del Castello.

## Storia
Durante i secoli ha più volte cambiato denominazione, era nota nel medioevo come la piazza del Vino che qui si commerciava. Nel 1350 vi si stabilì la casa del consiglio comunale e quindi assunse il nome di piazza del Comune, poi con l'arrivo dei veneziani nel 1500 assunse il nome di uno dei luogotenenti divenendo piazza Contarena. Dopo l'unificazione del Friuli con l'Italia nel 1866 fu intitolata a Vittorio Emanuele II. Ad esso fu dedicato anche un monumento equestre inaugurato il 26 agosto 1883, posto sul terrapieno al centro della piazza, dove rimase fino al 1947, anno in cui fu trasferito presso i Giardini Ricasoli. Proprio dopo la seconda guerra mondiale la piazza assunse il nome odierno.

## I monumenti
Sono presenti diversi monumenti nella parte rialzata del terrapieno:
- la fontana del Carrara di epoca rinascimentale
- la colonna del 1539 con il leone marciano (quest'ultimo del 1883) della Serenissima (nella piazza se ne possono ammirare ben 3)
- la colonna con la statua della giustizia costruita nel 1614
- le statue seicentesche di Ercole e Caco (chiamate dagli udinesi Florean e Venturin), qui trasportate dopo l'abbattimento del Palazzo Della Torre di piazza XX Settembre in cui erano collocate.
- il monumento della Pace, che qui fu posto nel 1819 dopo essere rimasto a lungo in stato d'abbandono. Esso era stato commissionato durante la dominazione francese per commemorare a Campoformio la stipula dell'omonimo Trattato, ma a causa delle varie dominazioni che si erano succedute in breve tempo non era mai stato collocato.

## Gli edifici
Gli edifici che prospettano sulla piazza:
- Loggia del Lionello, è una loggia pubblica in stile gotico veneziano, i cui lavori iniziarono nel 1448 ad opera di Bartolomeo delle Cisterne su disegno dell'orafo Nicolò Lionello e terminarono nel 1457. Nei secoli a seguire subì varie modifiche e, a seguito del rovinoso incendio che la distrusse nel 1876, fu restaurata da Andrea Scala che tenne fede ai disegni originali.
- Loggia e Tempietto di San Giovanni, di fronte alla Loggia del Lionello si trovano la Loggia ed il Tempietto di San Giovanni, erette nel 1533 dall'architetto lombardo Bernardino da Morcote. La loro realizzazione comportò numerosi problemi, sia sul piano urbanistico che pratico. L'opera che ne risultò ha un vago sapore brunelleschiano. La chiesa, inizialmente dedicata a San Giovanni, ora è adibita a tempietto ai Caduti.

- Torre dell'orologio, costruita da Giovanni da Udine nel 1527. Alla sua sommità troviamo i due mori che battono le ore, sculture datate 1850.

- Arco Bollani, progettato da Andrea Palladio nel 1556 e sormontato dal leone di San Marco, attraverso di esso si accede alla salita che porta al Castello.

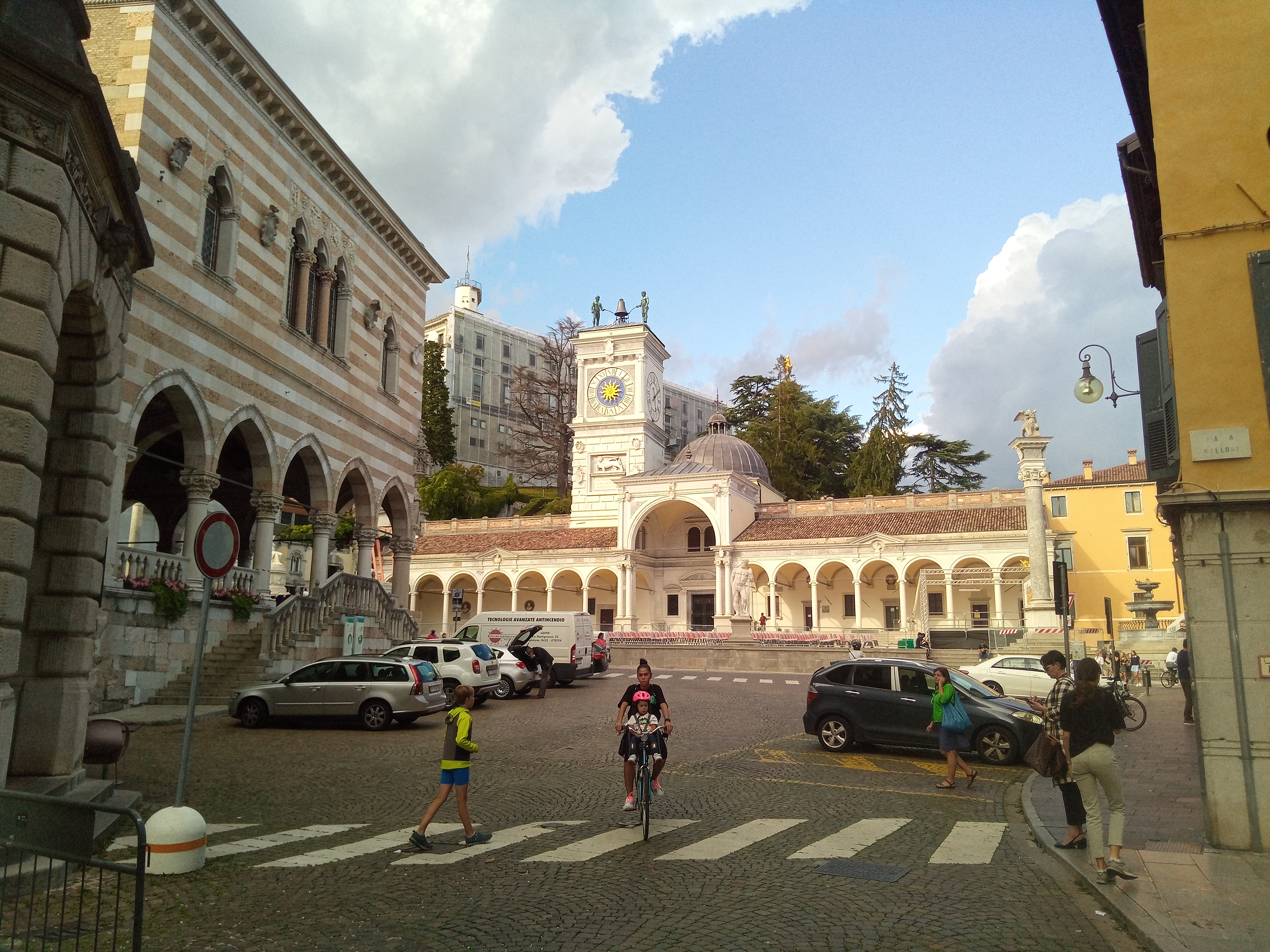
Veduta della piazza con la Loggia di San Giovanni
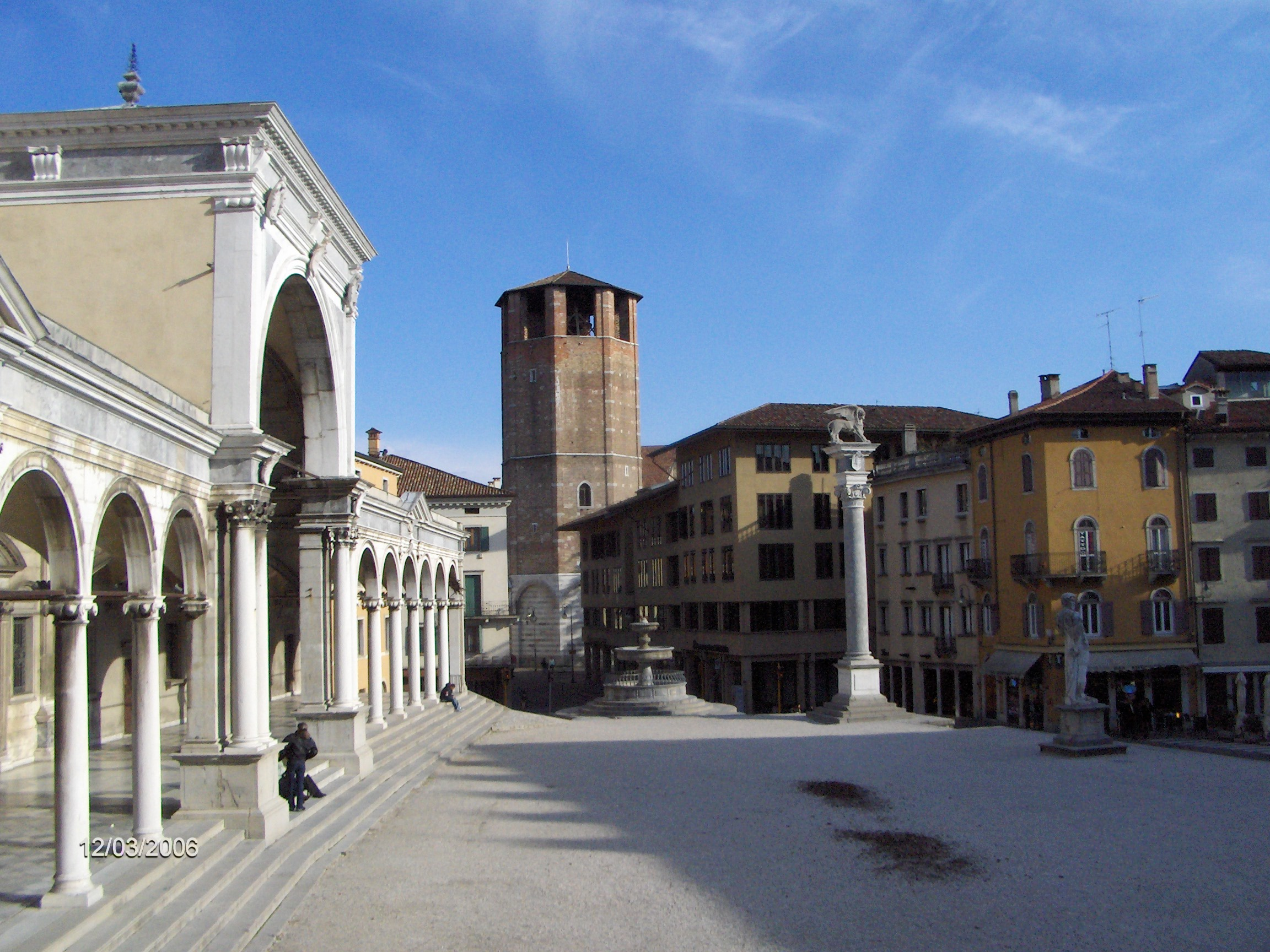
Piazza Libertà e Loggia di San Giovanni
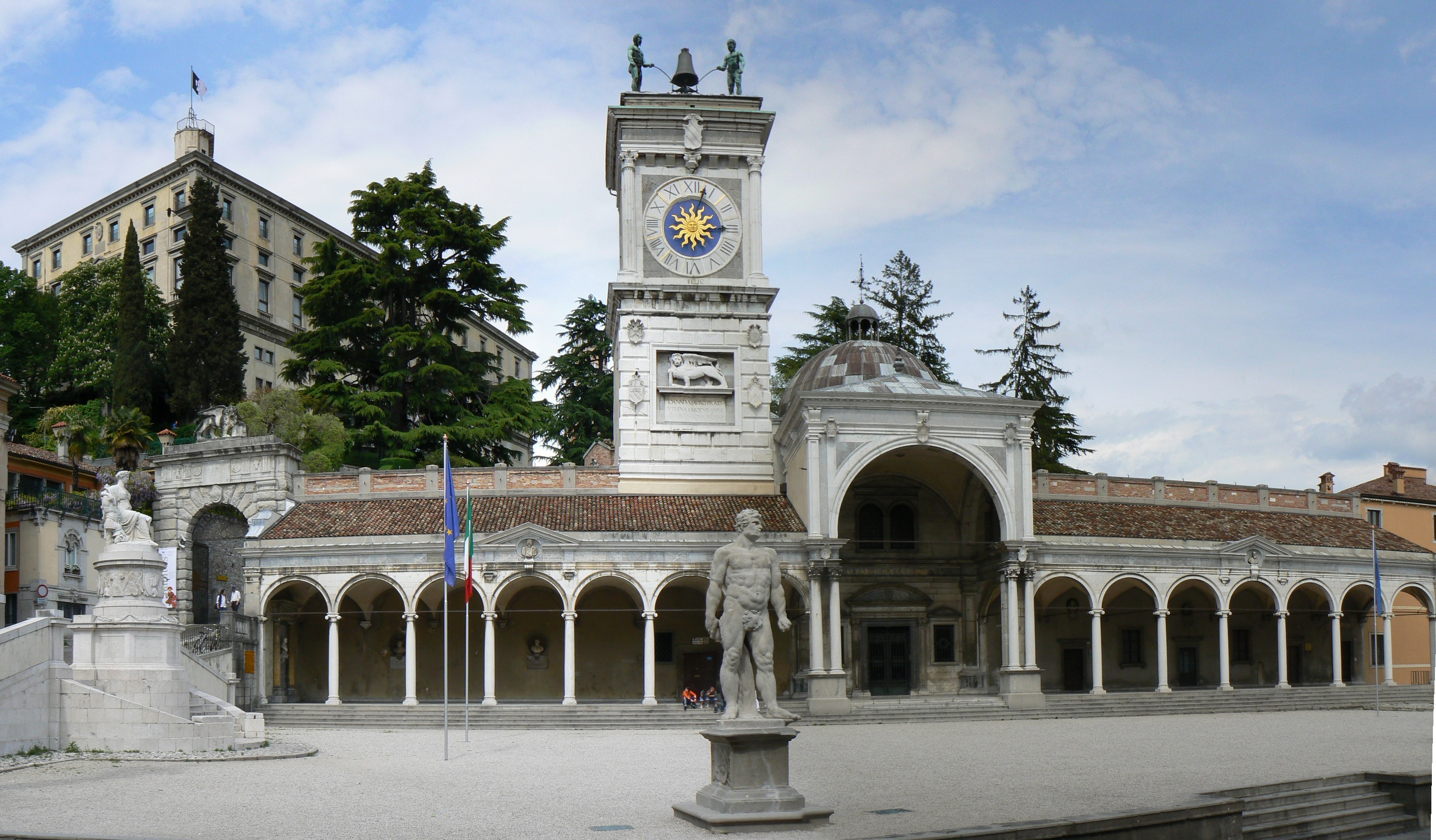
Piazza Libertà e Loggia di San Giovanni
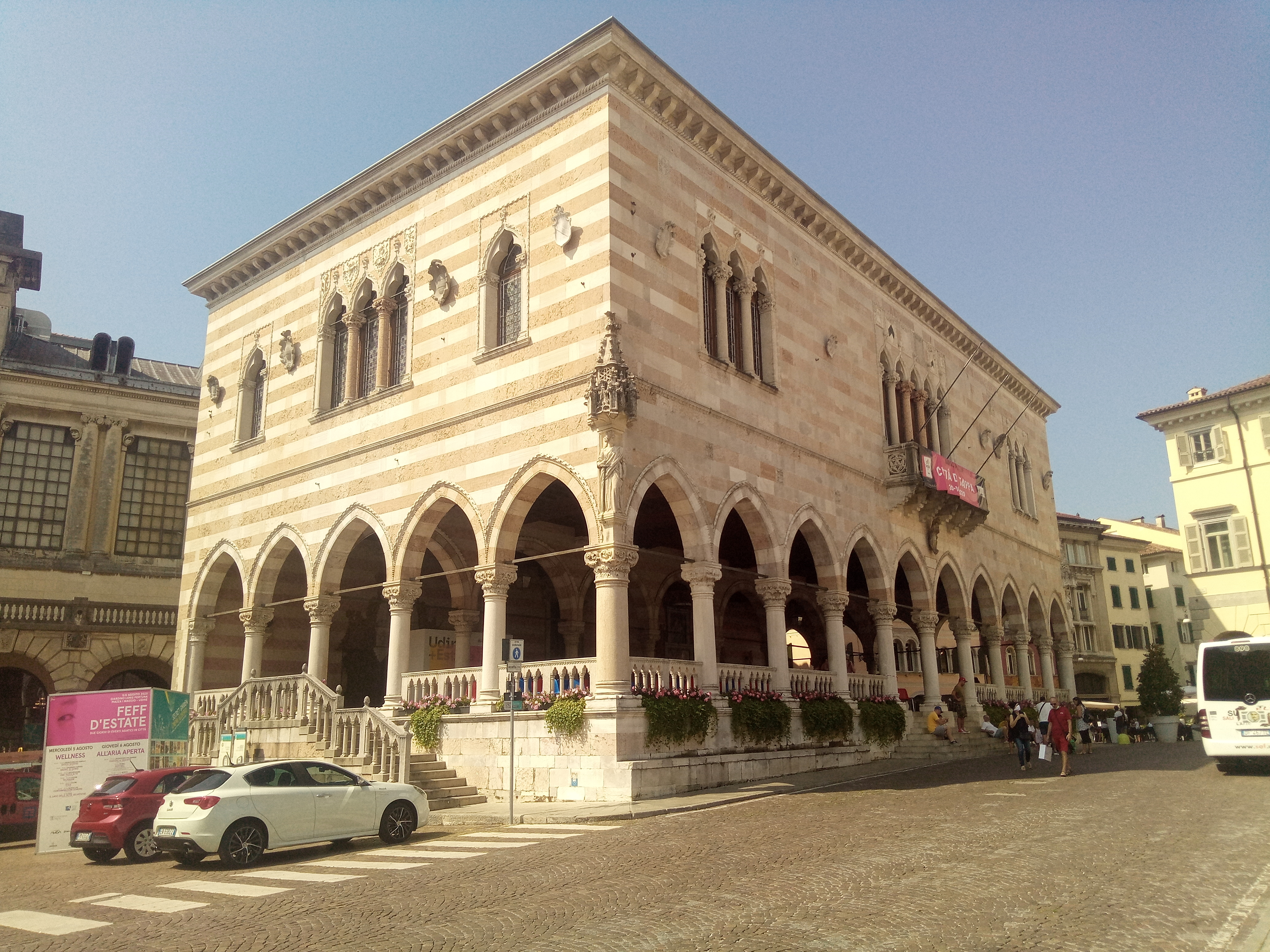
La Loggia del Lionello
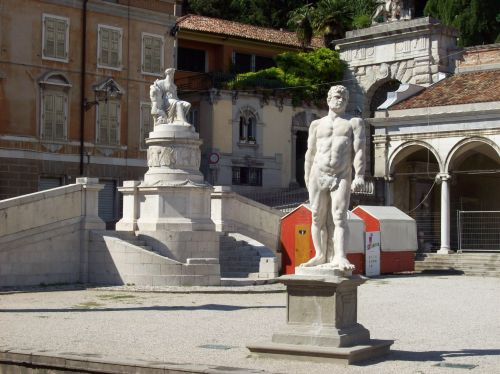
Statua di Ercole e monumento della pace
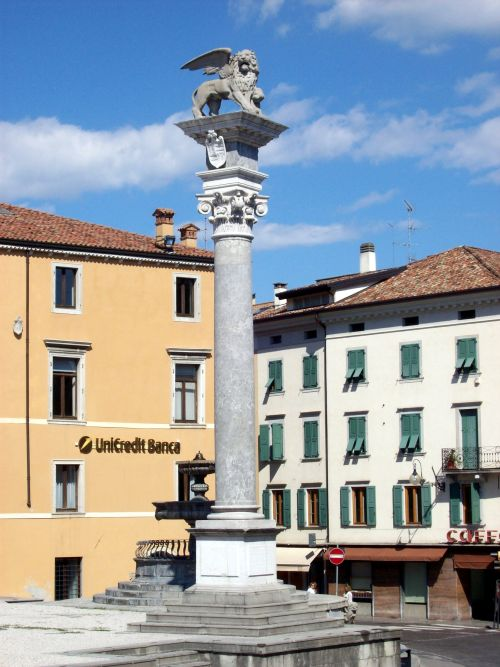
Colonna del Leone marciano
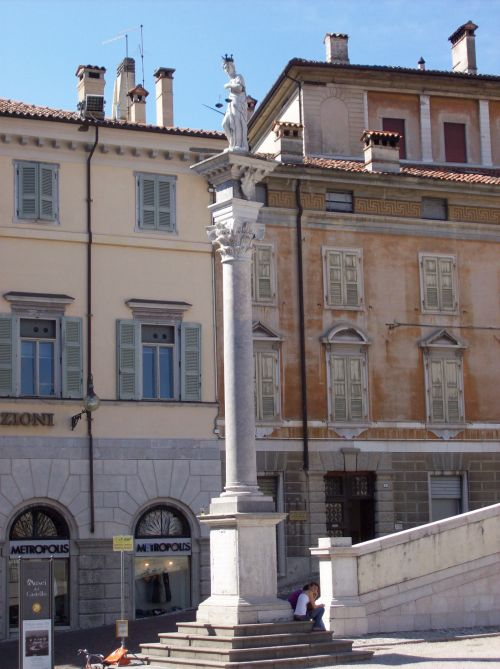
Colonna della statua della giustizia
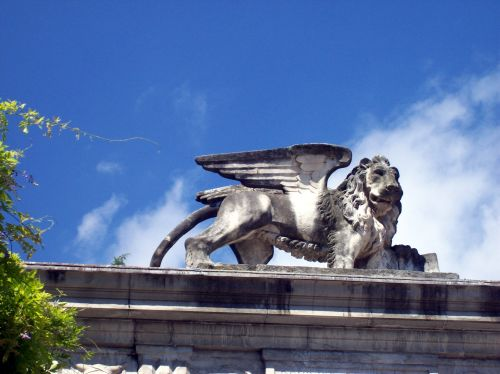
Il leone marciano sull'Arco Bollani
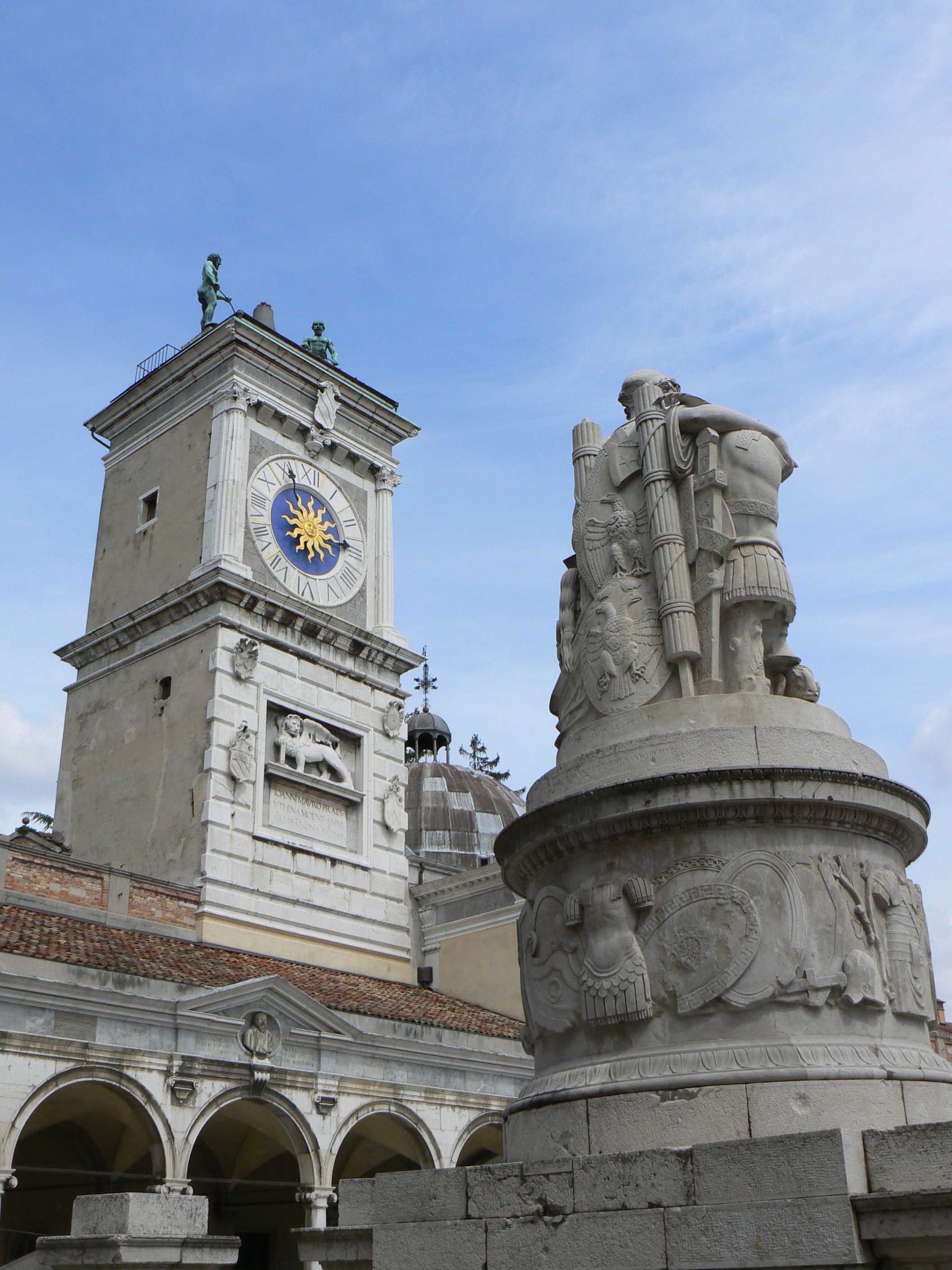
Torre dell'orologio
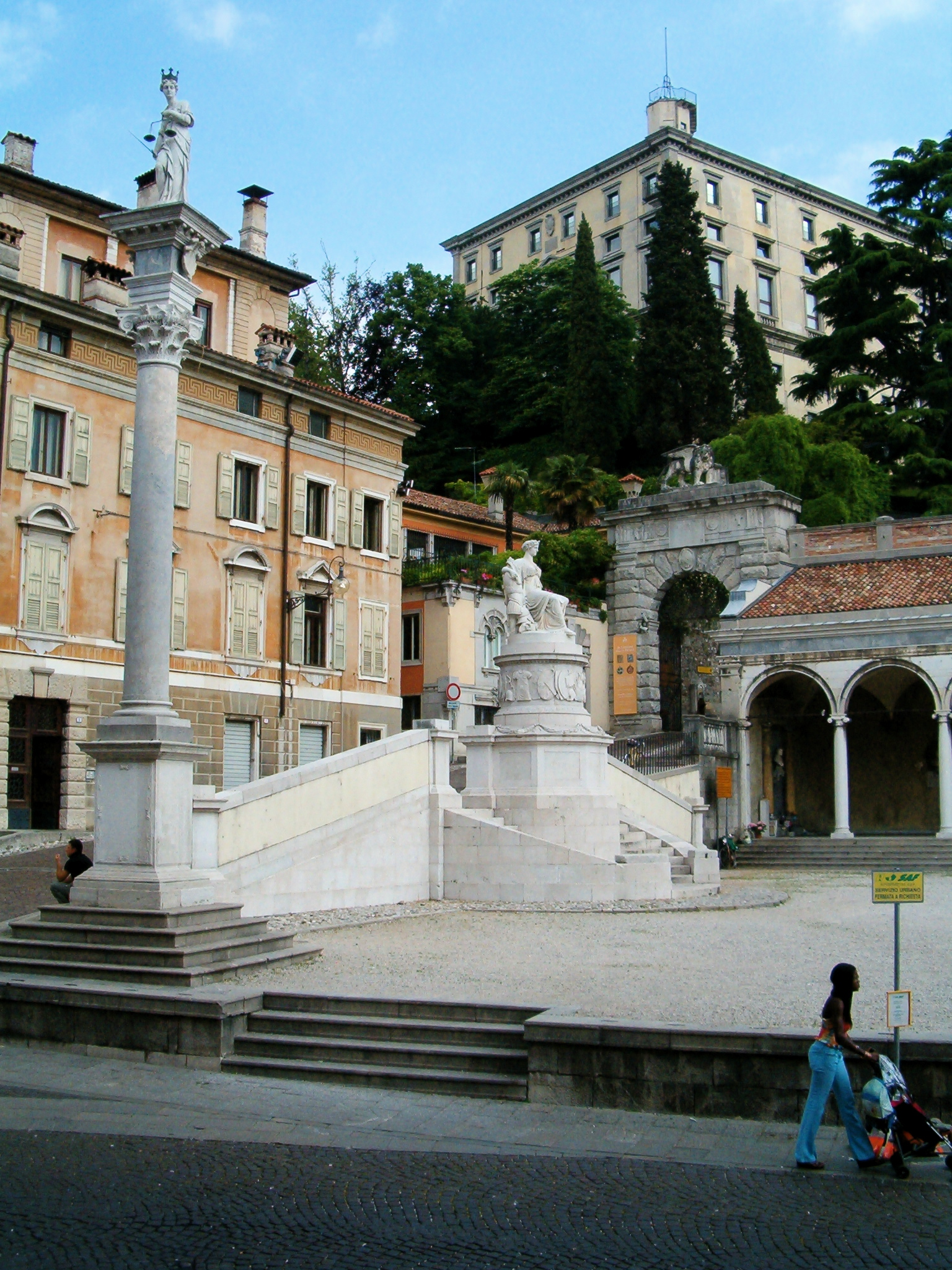
Piazza Libertà con il castello sullo sfondo
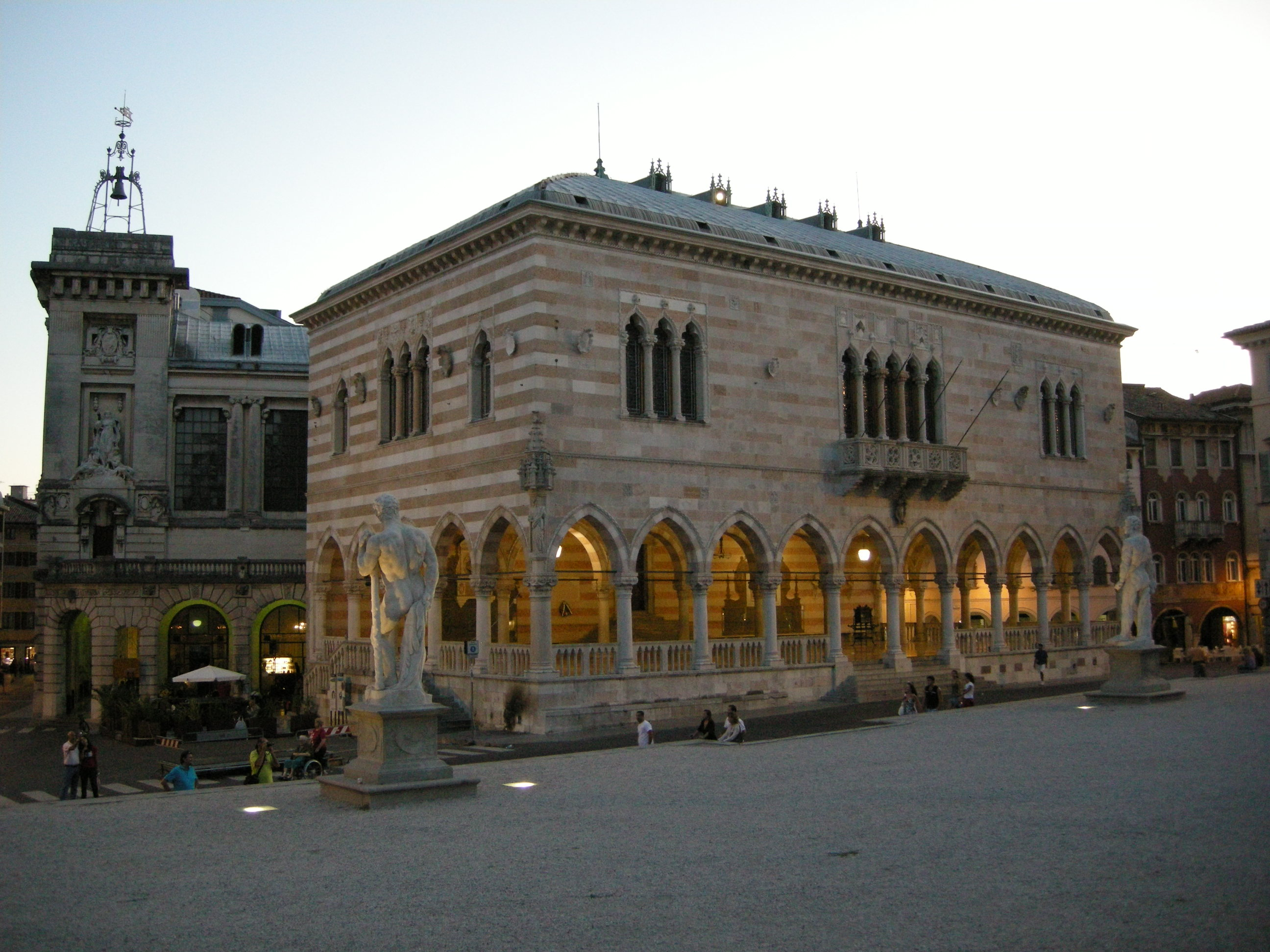
La Loggia del Lionello e, dietro, il municipio
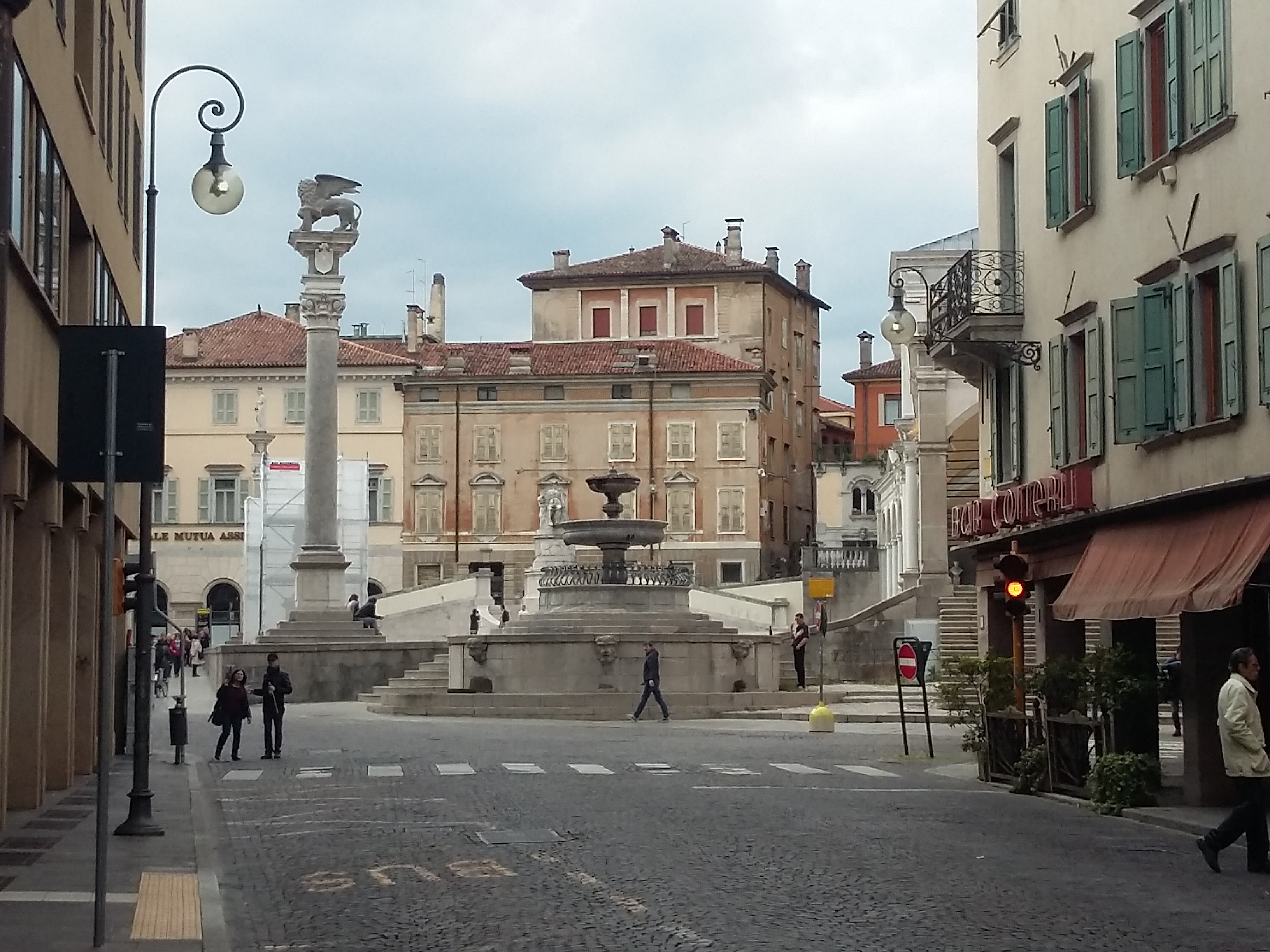
Vista da via Vittorio Veneto